# Strobe
Lo strobe è un protocollo di comunicazione comunemente usato nella trasmissione parallela, in un'architettura master-slave.
In tale protocollo, esiste un'unica linea di controllo chiamata generalmente REQ, la quale viene asserita quando il master necessita di un'informazione proveniente dallo slave. Dal momento in cui REQ è asserita, lo slave ha un tempo massimo entro il quale deve produrre l'informazione richiesta e porla sul bus dati. Quando scade questo tempo, il master campiona il dato, che sia valido o no, e deasserisce REQ, in modo che lo slave possa rilasciare il controllo del bus dati. 
Si tratta di un protocollo molto semplice, in quanto si basa su un'unica linea di controllo, però non è flessibile in presenza di periferiche con velocità di risposta non costante.